# Harper's Bazaar
Pour les articles homonymes, voir Bazaar.
Harper's Bazaar (Harper's Bazar à sa création) est un magazine féminin d'origine américaine, véritable institution de la mode depuis plusieurs décennies, le plus ancien existant toujours. Il a connu son heure de gloire vers le milieu du XXe siècle.
Le magazine est décliné en plusieurs langues, dont une en français à partir de 2023.

## Historique
Le magazine est fondé par Harper & Brothers à New York en 1867, et vendu 10 cents. Il s'intéresse, au delà de la mode et de la littérature qui occupent une grande place, au cercle familial avec des sujets sur les arts, les sciences, des nouvelles sur la société, l'architecture ou le jardinage. Sa cible reste élitiste, visant la classe supérieure américaine. Bien que soutenant clairement l'American way of life, Harper's Bazar publie toutes les semaines plusieurs pages sur la mode parisienne. La publication change notablement de formule en 1890, mais toujours en grand format. Dès le début, la ligne éditoriale de Harper's Bazar est de fournir informations et illustrations du domaine de la mode, en concurrence directe avec Vogue. Les informations ou illustrations viennent principalement d'Allemagne et de France. Le magazine, d'abord hebdomadaire, devient mensuel en 1901, ce qu'il restera jusqu'à aujourd'hui. 
Il est racheté en 1913 par William Randolph Hearst qui l'intègre à son groupe de presse Hearst Corporation. Au début du XXe siècle, Lady Duff-Gordon, Lady Randolph Churchill ou Daisy Fellowes écrivent des articles pour le magazine. En 1916, le magazine montre pour la première fois aux États-Unis une robe d'une certaine Gabrielle Chanel. L'illustrateur Erté publie ses silhouettes jusqu'à en devenir un symbole du magazine, avec lequel il collabore durant vingt-deux ans. 
Harper's Bazar s’orthographie avec un second A dans « Bazar » à partir de 1929,. Dans les années 1930, Carmel Snow, débauchée par Hearst de chez Vogue, recrute l'élégante Diana Vreeland rédactrice mode, puis le russe Alexey Brodovitch comme directeur artistique. Les illustrations, dont celles vieillissantes d'Erté, laissent peu à peu la place à la photographie que Brodovitch va révolutionner par son approche novatrice. À eux trois, ils vont faire d'Harper's Bazaar l'un des magazines les plus célèbres du domaine de la mode et même au-delà.
Elsa Schiaparelli ou Valentino seront soutenus par le magazine. Pendant la guerre, Lauren Bacall est découverte par le magazine qui lui donne une couverture.

### Après-guerre
Richard Avedon entre à Harper's Bazaar juste après la guerre. Il réalise pour le magazine ce qui deviendra la plus célèbre photo de mode, Dovima et les Éléphants. Richard Avedon va enchaîner les couvertures jusqu'en 1965. Entretemps, une version pour les jeunes filles, Junior Bazaar, est lancée en 1945 sous la direction de Carmel Snow ; elle ne durera que trois ans. Durant cette époque, le magazine, en perpétuelle évolution sous l'impulsion combinée de Snow et Brodovitch, est considéré comme bien plus avant-gardiste que son concurrent direct, le Vogue américain malgré les efforts de son nouveau directeur artistique, Alexander Liberman ; ce dernier, défendant le renouveau du magazine de mode alors un peu désuet qu'est Vogue, prend systématiquement exemple sur le Bazaar pour justifier ses changements d'orientation : Harper's Bazaar supplante Vogue ces années là.
Les années 1950 marquent l'âge d'or du magazine avec la rédactrice en chef Carmel Snow qui baptise pour Dior le New Look en 1947, Diana Vreeland, les illustrations d'Andy Warhol au milieu des années 1950, puis les photographies de Hiro dans les années 1960. En 1957, Carmel Snow, alors âgée de soixante-dix ans, quitte le magazine, ainsi que Alexey Brodovitch l'année suivante ; elle sera remplacée durant les quatorze années suivantes par sa nièce Nancy White. Diana Vreeland rejoindra Vogue quelques années après le départ de Snow. En 1970, Anna Wintour intègre pour quelques années le magazine ; celui-ci est alors en plein déclin. Il faudra attendre les années 1990 pour retrouver le faste des années passées avec la rédactrice en chef Liz Tilberis. En 1992, le tirage est de 700 000 exemplaires. À la mort de Tilberis, c'est Kate Betts (en), anciennement chez WWD et Vogue, qui la remplace
Depuis ses débuts en 1867 comme première revue de mode des États-Unis, les pages de Harper's Bazaar ont vu d'importantes collaborations comme celles de Léon Bakst, Carrie Donovan (en), Liz Tilberis qui travailla auparavant une vingtaine d'années pour le British Vogue, Fabien Baron le directeur artistique, Carine Roitfeld après les années 2010, et de photographes reconnus comme Mark Shaw, Man Ray, Adolf de Meyer, Inez Van Lamsweerde and Vinoodh Matadin, le Français Patrick Demarchelier qui suit Liz Tilberis au début des années 1990, Peter Lindbergh ou de l'illustrateur E. W. Kemble.
Outre les États-Unis où le magazine est la plus ancienne publication concernant la mode, Harper's Bazaar est diffusé dans plus de 40 pays. Les éditions européennes les plus anciennes sont celles britannique et italienne. Une version française est envisagée, éditée par le Groupe Marie Claire,, puis abandonnée. Une déclinaison française voit finalement le jour à partir de février 2023. C'est Prisma Media qui édite la licence Harper's Bazaar France, avec une parution mensuelle,. Un premier numéro de 300 pages sort le 23 février 2023 avec Olivier Lalanne à sa tête.

## Rédacteurs notoires

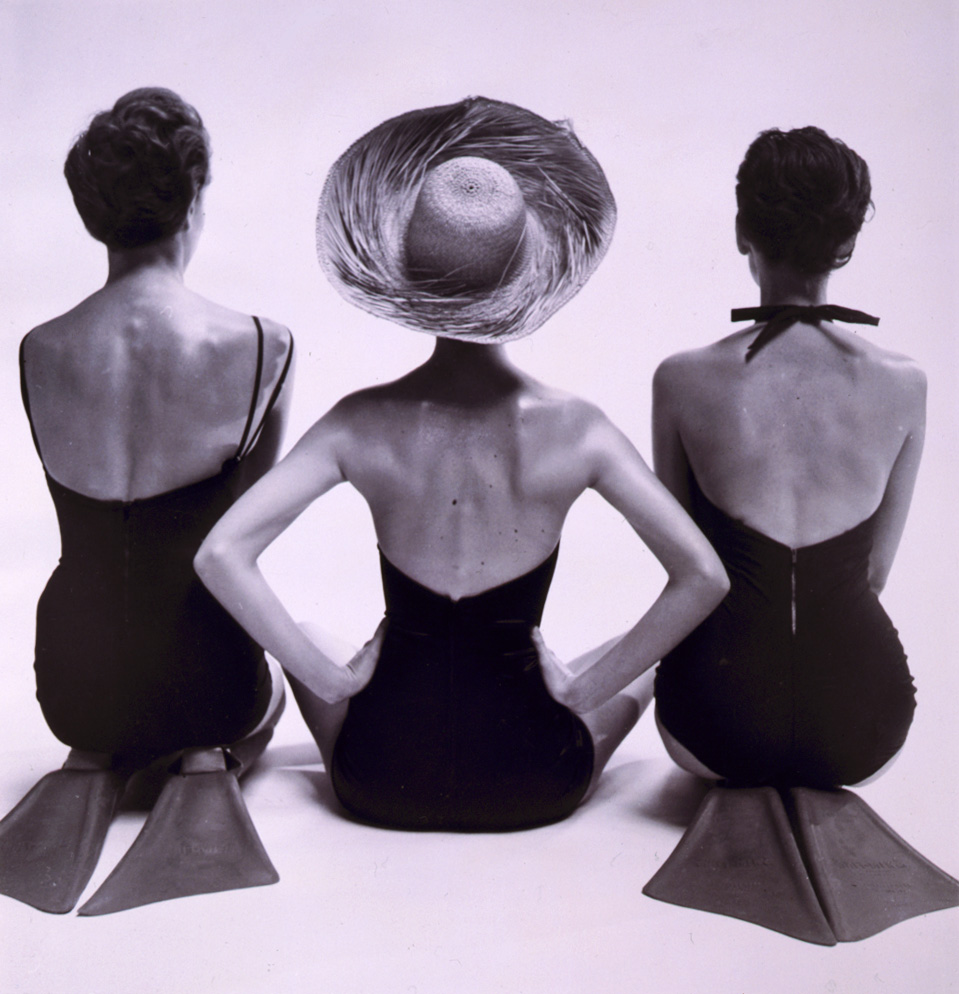
Une photographie de mode (Toni Frissel), Harper's Bazaar, janvier 1950

- Alice Cary (1820-1871)
- Rebecca Harding Davis (1831-1910)
- Mary Louise Booth (1867-1889)
- Helen H. Gardener (1853-1925)
- Margaret Sangster (en) (1838-1912)
- Elizabeth Jordan (en) (1867-1947)
- William Martin Johnson (1913-1914)
- Hartford Powell (1914-1916)
- John Chapman Hilder (1916-1920)
- Henry Blackman Sell (1920-1926)
- Charles Hanson Towne (1926-1929)
- Arthur H. Samuels (1929-1934)
- Carmel Snow (1934-1957)
- Nancy White (1957-1971)
- Bernard Malamud (1949 - 1961)
- James Brady (en) (1971-1972)
- Anthony Mazzola (1972-1992)
- Liz Tilberis (1992-1999)
- Katherine Betts (en) (1999-2001)
- Glenda Bailey (2001-2020)
- Louise Nichol (2009–2020)
- Samira Nasr (depuis 2020)

## Pour approfondir